# ダグ・マーシャル
ダグ・マーシャル（Doug Marshall、1977年2月3日 - ）は、アメリカ合衆国カリフォルニア州バイセイリア出身の男性総合格闘家。エリート・チーム所属。元WEC世界ライトヘビー級王者。

## 来歴
2003年10月17日、WECでプロデビュー。
2005年5月19日、WEC 15の世界ヘビー級タイトルマッチで王者ジェームス・アーヴィンに挑戦するも、KO負けを喫し王座獲得に失敗するとともにキャリア初黒星となった。
2006年3月17日、ライトヘビー級転向初戦となったWEC 19でティム・マッケンジーと対戦し、TKO負け。
2006年8月17日、WEC 23の世界ライトヘビー級タイトルマッチで王者ロデューン・シンケイドと対戦し、TKO勝ちを収め王座獲得に成功した。以後、2度の防衛に成功。
2008年3月26日、WEC 33の世界ライトヘビー級タイトルマッチで挑戦者ブライアン・スタンと対戦。カウンターの左フックでダウンを奪われたところにパウンドで追撃されTKO負けを喫し王座陥落した。
2013年11月22日、Bellator 109の世界ミドル級タイトルマッチでアレキサンダー・シュレメンコと対戦し、左ボディブローでKO負けを喫し王座獲得に失敗した。

## 戦績
| 総合格闘技 戦績 | 総合格闘技 戦績 | 総合格闘技 戦績 | 総合格闘技 戦績 | 総合格闘技 戦績 | 総合格闘技 戦績 | 総合格闘技 戦績 |
| --------------- | --------------- | --------------- | --------------- | --------------- | --------------- | --------------- |
| 26 試合         | (T)KO           | 一本            | 判定            | その他          | 引き分け        | 無効試合        |
| 18 勝           | 12              | 4               | 2               | 0               | 0               | 0               |
| 8 敗            | 7               | 1               | 0               | 0               | 0               | 0               |

| 勝敗 | 対戦相手                         | 試合結果                         | 大会名                                                                 | 開催年月日     |
| ×    | メルヴィン・マヌーフ             | 1R 1:45 KO（右フック）           | Bellator 125                                                           | 2014年9月19日  |
| ×    | アレキサンダー・シュレメンコ     | 1R 4:28 KO（左ボディブロー）     | Bellator 109 【Bellator世界ミドル級タイトルマッチ】                    | 2013年11月22日 |
| ○    | ブレット・クーパー               | 1R 3:39 KO（右フック→パウンド）  | Bellator 95 【ミドル級トーナメント 決勝】                              | 2013年4月4日   |
| ○    | スルタン・アリエフ               | 5分3R終了 判定2-1                | Bellator 92 【ミドル級トーナメント 準決勝】                            | 2013年3月7日   |
| ○    | アンドレアス・スパング           | 1R 3:03 TKO（右フック）          | Bellator 89 【ミドル級トーナメント 1回戦】                             | 2013年2月14日  |
| ○    | カラ・"コロヘ"・ホース           | 1R 0:22 KO（左フック）           | Bellator 82                                                            | 2012年11月30日 |
| ×    | ゼルグ・"弁慶"・ガレシック       | 1R 0:34 KO（跳び膝蹴り）         | Super Fight League 3                                                   | 2012年5月6日   |
| ○    | リチャード・ブレイク             | 1R 0:21 KO（パンチ）             | Twilight Fight Night: Numero Uno                                       | 2011年9月10日  |
| ×    | ジヴァニウド・サンターナ         | 1R 0:29 チョークスリーパー       | TPF 10: Let the Chips Fall                                             | 2011年8月5日   |
| ×    | ケイシー・ウスコーラ             | 1R 3:17 KO（パウンド）           | TPF 6: High Stakes                                                     | 2010年9月9日   |
| ○    | BJ・レイシー                     | 3R 1:35 チョークスリーパー       | Playboy Fight Night 1                                                  | 2010年3月5日   |
| ○    | キース・ベリー                   | 1R 4:41 KO（パンチ連打）         | PureCombat 10: Fearless                                                | 2009年10月17日 |
| ○    | ジェイミー・ジャラ               | 3分3R終了 判定2-1                | PFC 13: Validation                                                     | 2009年5月8日   |
| ○    | ラファエル・リアル               | 1R 1:09 TKO（パンチ連打）        | PFC 11: All In                                                         | 2008年11月20日 |
| ○    | フィル・コリンズ                 | 2R 0:40 TKO（パンチ連打）        | PFC 9: The Return                                                      | 2008年7月18日  |
| ×    | ブライアン・スタン               | 1R 1:35 TKO（左フック→パウンド） | WEC 33: Marshall vs. Stann 【WEC世界ライトヘビー級タイトルマッチ】     | 2008年3月26日  |
| ○    | アリエル・ガンデューラ           | 1R 0:55 腕ひしぎ十字固め         | WEC 31: Faber vs. Curran 【WEC世界ライトヘビー級タイトルマッチ】       | 2007年12月12日 |
| ○    | ジャスティン・マッケルフレッシュ | 1R 2:16 KO（パンチ）             | WEC 27: Marshall vs. McElfrish 【WEC世界ライトヘビー級タイトルマッチ】 | 2007年5月12日  |
| ○    | ロデューン・シンケイド           | 2R 0:51 TKO（パンチ連打）        | WEC 23: Hot August Fights 【WEC世界ライトヘビー級タイトルマッチ】      | 2006年8月17日  |
| ○    | ジェフ・テリー                   | 1R 1:50 TKO（パンチ連打）        | WEC 22: The Hitman                                                     | 2006年7月28日  |
| ×    | ティム・マッケンジー             | 1R 3:35 TKO（肘打ち）            | WEC 19: Undisputed                                                     | 2006年3月17日  |
| ×    | ジェームス・アーヴィン           | 2R 0:45 KO（膝蹴り）             | WEC 15: Judgment Day 【WEC世界ヘビー級タイトルマッチ】                 | 2005年5月19日  |
| ○    | カルロス・ガルシア               | 1R 2:46 KO（パンチ連打）         | WEC 12: Halloween Fury 3 【WEC北米ヘビー級タイトルマッチ】             | 2004年10月21日 |
| ○    | アンソニー・アーリア             | 1R 0:22 腕ひしぎ十字固め         | WEC 10: Bragging Rights 【WEC北米ヘビー級王座決定戦】                  | 2004年5月21日  |
| ○    | レイバー・ジョンソン             | 1R終了時 TKO（タオル投入）       | WEC 9: Cold Blooded                                                    | 2004年1月16日  |
| ○    | アンソニー・フラー               | 1R 0:32 ギブアップ（パンチ連打） | WEC 8: Halloween Fury 2                                                | 2003年10月17日 |

## 獲得タイトル
- 初代WEC北米ヘビー級王座（2004年）
- 第5代WEC世界ライトヘビー級王座（2006年）
- Bellatorシーズン8 ミドル級トーナメント 優勝（2013年）